# 타이밍 (영화)
《타이밍》(영어: Timing)은 2014년 공개된 대한민국의 SF 스릴러 미스터리 애니메이션 영화이다. 강풀의 동명 만화를 원작으로 한다. 2010년부터 제작되었으며, 2012년에 공개될 예정이였다. 일본의 구마스튜디오가 제작에 참여하였으나 대한민국에서의 투자자가 결정되지 않았기 때문에 제작이 잠정 중단되었다. 2014년 9월, 제19회 부산국제영화제 한국영화의 오늘-파노라마 부문에 초청되어 상영되었다. 2015년 5월 24일, 제19회 서울국제만화애니메이션페스티벌에 경쟁작으로 상영되었으며, 장편 부문 그랑프리를 수상하였다. 2015년 10월에 예고편을 공개하였으며, 2015년 12월 10일 공개되었다.

## 줄거리
이야기는 리암산이라는 소년이 우연히 타임머신을 발견하면서 시작된다. 그는 타임머신을 이용해 복권에 당첨되고, 그 돈으로 마약과 여자를 사는 등 방탕한 생활을 한다. 하지만 미래에서 온 누군가에게 납치당하면서 이야기는 예상치 못한 방향으로 흘러가게 된다.

## 배역
- 박지윤: 박자기 역

불길인 미래를 꿈꾸는 예지몽의 능력을 가졌으며 무당의 딸, 고등학교 영어 교사.
- 엄상현: 김영탁 역

시간을 멈추는 능력을 가진 타임스토퍼, 고3
- 류승곤: 강민혁 역

시간을 10초 전으로 되돌리는 능력을 가진 타임리와인더
- 여민정: 장세윤 역

10분 후의 미래를 볼 수 있는 능력을 가진 예지안
- 심규혁: 백기형 역

시간을 100분의 1로 나누어 볼 수 있는 능력과 손으로 사람을 죽일 수 있는 능력을 가진 저승사자(강민혁의 아내로부터 사자의 능력을 받아냈다)
- 성완경: 양성식 역

눈으로 죽이거나 죽은 사람을 저승을 보내는 능력을 가진 저승사자, 형사
- 박선영: 백은하 역
- 이미연: 김영 역

무당, 고3
- 방성준: 교장 역

고등학교 교장
- 신용우: 차동식 역

고등학교 체육 교사

## 수상 및 후보
- 제17회 서울국제만화애니메이션페스티벌 장편 부문 그랑프리